# Zea mexicana
Zea mexicana är en gräsart som först beskrevs av Heinrich Adolph Schrader, och fick sitt nu gällande namn av Carl Ernst Otto Kuntze. Zea mexicana ingår i släktet teosinter, och familjen gräs. Inga underarter finns listade i Catalogue of Life.

## Bildgalleri

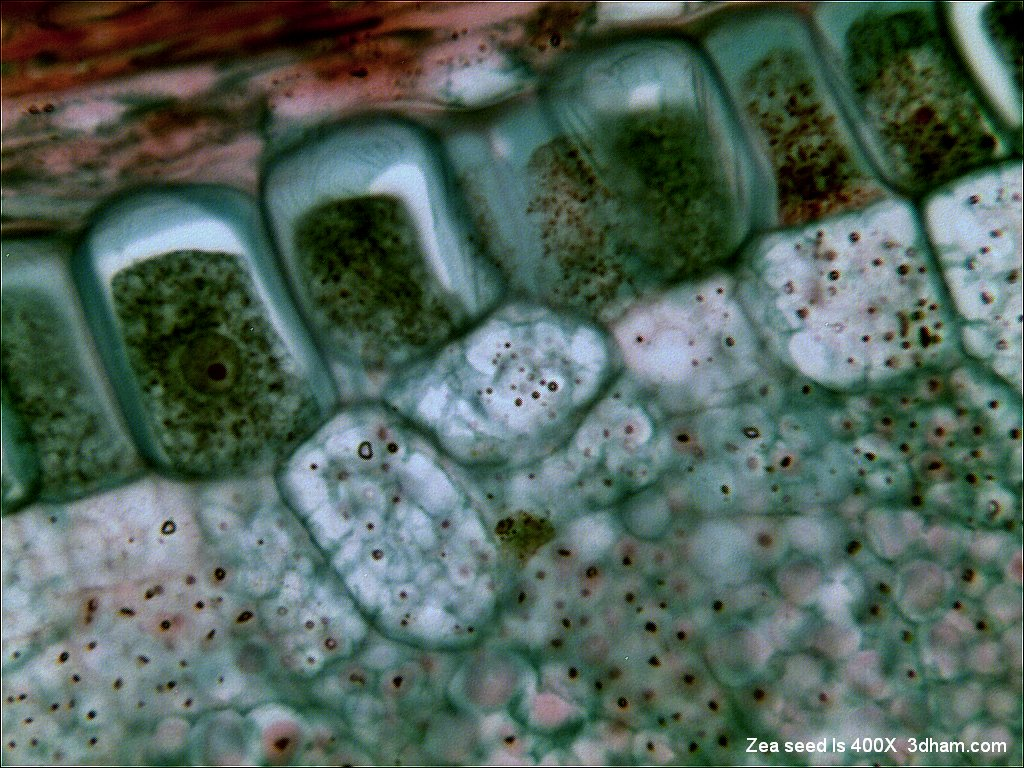
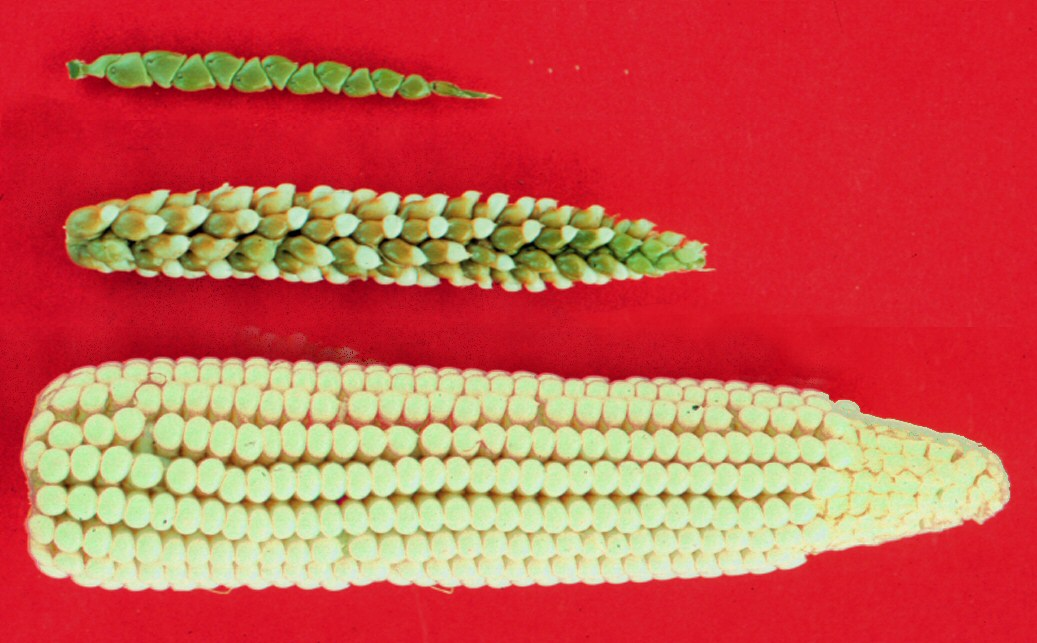